# Cordiale

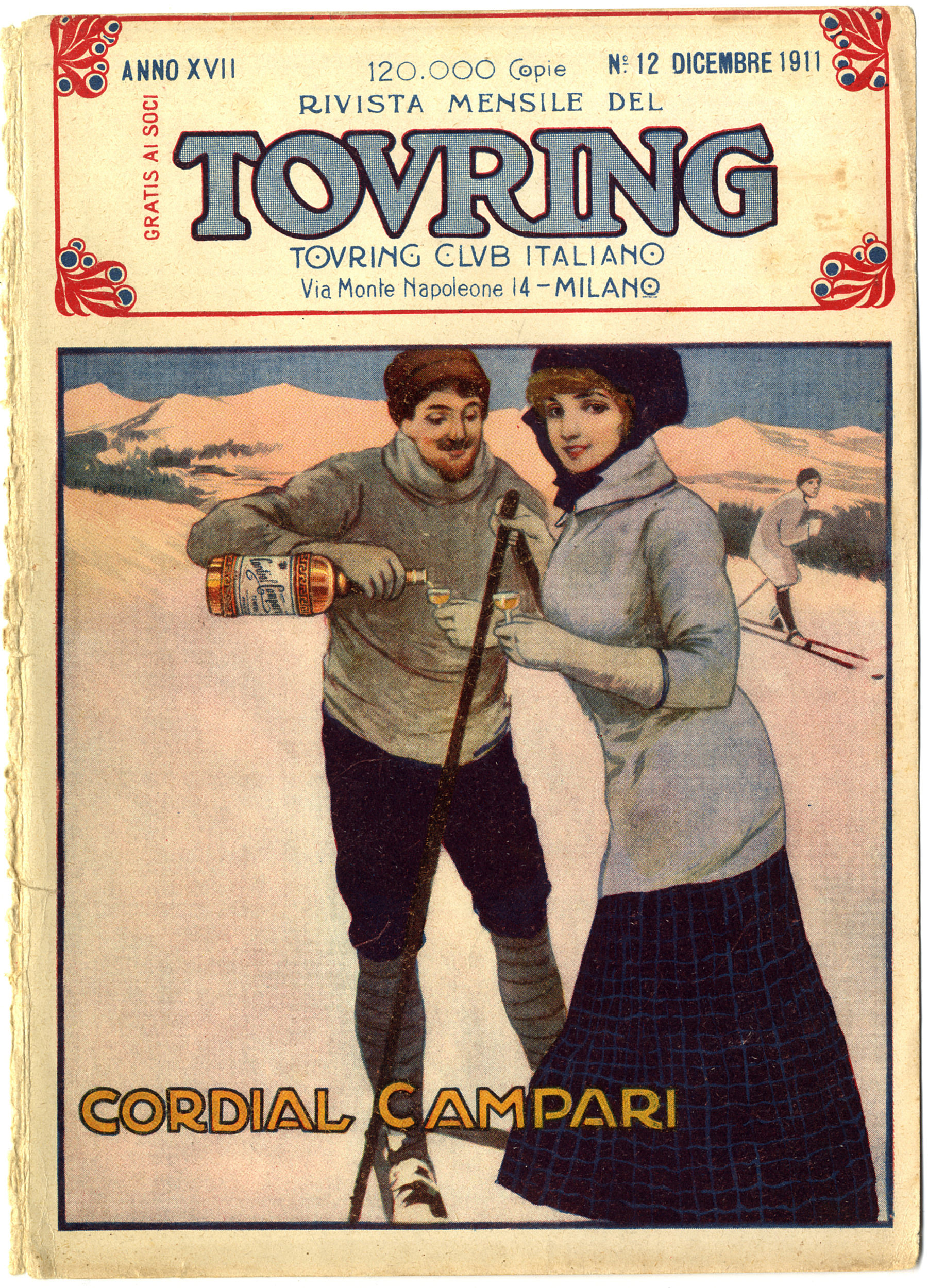
Illustrazione pubblicitaria d'epoca del Cordial Campari (rivista mensile del Touring Club Italiano, 12 dicembre 1911).

Il cordiale è qualsiasi preparato tonificante e stimolante, anche alcolico, destinato a scopi medicinali.   

## Storia
Anticamente venivano creati diversi intrugli ritenuti benefici per la salute, soprattutto per il cuore. Successivamente l'espressione cordiale si è allargata andando a comprendere anche quei liquori alcolici da bersi in piccole dosi e capaci di ristorare e ridare forze, anche in contesti quotidiani. 
Più comunemente è un liquore di origine francese, ottenuto per macerazione o infusione di erbe e/o frutti in alcol etilico o per aggiunta di essenze ad alcol neutro.
La gradazione alcolica è di circa 40% vol. e viene servito come digestivo e tonico. È il lampone che conferisce la nota aromatica di questo liquore ottenuto per distillazione dell'infuso di lampone con essenze varie. Il contenuto alcolico è del 35% e il contenuto zuccherino pari al 30%.
Si presenta sotto forma di gel in bustina alluminata, prodotto dallo Stabilimento chimico farmaceutico militare  e veniva dato ai militari italiani in servizio di leva obbligatorio. Tutt'oggi è parte della colazione servita nella razione K delle Forze armate italiane. 
È poi nata l'espressione cordialino per intendere la tipica bottiglietta di superalcolico, spesso oggetto di collezionismo, che possiamo trovare appunto nei bar, nei frigobar di alberghi o servita a bordo di navi e aerei.